# Holopsamma favus
Holopsamma favus är en svampdjursart som beskrevs av Carter 1885. Holopsamma favus ingår i släktet Holopsamma och familjen Microcionidae. Inga underarter finns listade i Catalogue of Life.